# Wacław Jaroniewski
Wacław Jaroniewski (ur. 4 sierpnia 1921 w Zakrzewie koło Koła, zm. 10 sierpnia 1998) – polski farmaceuta, doktor nauk farmaceutycznych, autor prac z zakresu herpetologii, ziołolecznictwa oraz historii farmacji.

## Życiorys
Edukację na poziomie średnim, ze względu na komplikacje wojenne, ukończył w wieku 24 lat w 1945 w Kole, w Gimnazjum i Liceum „Oświata”; podjął niebawem studia na Wydziale Farmaceutycznym Akademii Medycznej w Łodzi, w 1949 uzyskując stopień, a w 1952 dyplom magistra farmacji. Jeszcze jako student był asystentem profesora Jana Muszyńskiego w Katedrze Farmakognozji i Upraw Roślin Leczniczych. Lata 1950–1957 spędził w służbie wojskowej; wykonując m.in. przez jakiś czas obowiązki kierownika szpitalnej apteki doszedł do stopnia majora. W 1957 został kierownikiem apteki w Szpitalu Klinicznym nr 4 łódzkiej Akademii Medycznej.
W 1964 został starszym asystentem w Katedrze Historii Farmacji Akademii Medycznej w Łodzi. W 1970 na podstawie rozprawy Michał Rawita Witanowski (1859–1943) – życie i działalność uzyskał stopień doktora nauk farmaceutycznych; praca ta ukazała się drukiem w 1970 w serii broszur Zarządu Głównego Polskiego Towarzystwa Farmaceutycznego Życiorysy zasłużonych farmaceutów. W kolejnych latach kierował apteką w szpitalu im. Jordana, na emeryturę przeszedł w 1981. Jednocześnie był wykładowcą Medycznego Studium Zawodowego nr 2 w Łodzi (także jako emeryt, do 1992).
Jaroniewski ogłosił niemal 500 publikacji, w większości artykułów popularnonaukowych. Miał w dorobku kilka książek, m.in. atlas Jadowite węże świata (1984), na potrzeby którego utworzył 13 polskich nazw rodzajowych i 48 polskich nazw gatunków tropikalnych węży jadowitych. Zagadnieniom herpetologicznym poświęcił również książki Gady jadowite. Atlas (1969, wydanie drugie 1973), Skorpiony, pająki i węże jadowite (1971), Węże morskie (1975). Rozgłos zyskały również książki dotyczące ziołolecznictwa, których Jaroniewski był współautorem: Rośliny lecznicze i ich praktyczne zastosowanie (1987, wydanie drugie 1989, z Aleksandrem Ożarowskim) oraz Ziołolecznictwo. Kompendium fitoterapii (1995, wydanie drugie 1998, współautorzy L. Samochoniec, J. Wójcicki). Kilka publikacji Jaroniewski poświęcił Oddziałowi Łódzkiemu Polskiego Towarzystwa Farmaceutycznego, głównie z okazji kolejnych jego jubileuszy (Działalność Oddziału Łódzkiego Polskiego Towarzystwa Farmaceutycznego w Łodzi w latach 1947–1974. Informator opracowany z okazji X Naukowego Zjazdu PTF w Łodzi 1974, 1974; 'XXX-lecie Oddziału Łódzkiego Polskiego Towarzystwa Farmaceutycznego, 1977, z Henrykiem Pankiewiczem; Czterdziestolecie Łódzkiego Oddziału Polskiego Towarzystwa Farmaceutycznego 1947–1987, 1988; Pięćdziesięciolecie Polskiego Towarzystwa Farmaceutycznego w Łodzi 1947–1997, 1997, z Danielą Kaszczyk-Grodzicką i Jerzym Sykulskim). Szereg artykułów opublikował w takich czasopismach, jak „Farmacja Polska”, „Gazeta Farmaceutyczna”, „Archiwum Historii i Filozofii Medycyny” (np. o historii pabianickiej Polfy, trzy części w 1986, z Janem Hołyńskim), „Wiadomości Zielarskie”, „Wszechświat”, „Żyjmy dłużej”. Miał w dorobku około 20 recenzji.
W działalności stowarzyszeniowej Jaroniewskiego na plan pierwszy wysuwa się Łódzki Oddział Polskiego Towarzystwa Farmaceutycznego, z którym był on związany od 1956. Nie tylko pisał o historii Oddziału, ale pełnił w nim szereg funkcji, m.in. przez niemal trzydzieści lat (1958–1987) przewodniczył Sekcji Prasowej oraz był sekretarzem, wiceprzewodniczącym i przewodniczącym Sekcji Historii Farmacji. Był również wieloletnim członkiem zarządu (sekretarzem) Oddziału Łódzkiego Polskiego Towarzystwa Przyrodników im. Mikołaja Kopernika (członek Towarzystwa od 1961, w latach 1988–1991 członek Zarządu Głównego). Od 1982 działał w Oddziale Łódzkim Polskiego Towarzystwa Botanicznego, uczestnicząc aktywnie w obchodach jubileuszu półwiecza oddziału w 1996; ogłosił wówczas artykuł Osiągnięcia członków Oddziału Łódzkiego Polskiego Towarzystwa Botanicznego w zielarstwie i ziołolecznictwie w jubileuszowym wydawnictwie 50 lat Polskiego Towarzystwa Botanicznego na ziemi łódzkiej. Od 1965 Jaroniewski należał do Polskiego Towarzystwa Historii Medycyny i Farmacji, w latach 1970–1982 był członkiem Polskiego Towarzystwa Zoologicznego.

## Odznaczony
Został odznaczony m.in. Złotym Krzyżem Zasługi (1981), Krzyżem Komandorskim Orderu Odrodzenia Polski (1988), Honorową Odznaką Miasta Łodzi (1984), Brązowym Medalem „Siły Zbrojne w Służbie Ojczyzny” (1956), Medalem im. J. Łukasiewicza (1981), a w 1974 otrzymał nagrodę Ministra Oświaty i Wychowania I stopnia. Zmarł 10 sierpnia 1998.